# Kazuya Mishima
Kazuya Mishima is een fictief persoon uit het spel Tekken. Hij is de zoon van de gevreesde Heihachi Mishima en de vader van Jin Kazama.

## Achtergrond
Kazuya is de zoon van Heihachi Mishima, de voor lange tijd Chief Executive Officer van de Mishima Zaibatsu: een krachtig wereldwijd conglomeraat. Hij is ook de kleinzoon van Jinpachi Mishima. Tevens is hij de pleegbroer van Lee Chaolan, die geadopteerd is door Heihachi Mishima, halfbroer van Heihachi's onwettige zoon Lars Alexandersson en vader van Jin Kazama.
Toen Kazuya een vijf jaar oud kind was, werd hij van een rots geworpen door zijn vader, die beweerde dat zijn zoon zwak was. Als opvolger van zijn vader voor de Mishima Zaibatsu troon moest hij niet alleen de val overleven, maar ook terug klimmen van de rotsachtige klip. Kazuya stierf bijna aan de beproeving, maar zijn voortbestaan werd verzekerd door een deal met de duivel, die hem genoeg kracht beloofde om zich te wreken op zijn vader. 
In de jaren voorafgaand aan de gebeurtenissen van de originele Tekken, werd Kazuya opgenomen in vechtsporttoernooien over de hele wereld, en werd een ongeslagen kampioen (alleen Paul Phoenix was ooit erin geslaagd een gevecht met hem te beëindigen in een gelijkspel). Wanneer de eerste King of Iron Fist Tournament wordt aangekondigd, is Kazuya uit op wraak. Het is tijdens het toernooi dat het originele spel plaatsvindt. 
Kazuya overwint alle tegenstanders en gevechten, en verslaat Heihachi in de laatste ronde. Kazuya gooit de bewusteloze Heihachi van dezelfde rots waar Kazuya als kind vanaf was gegooid. 
Tekken 2 begint twee jaar daarna. In dit verhaal is de Mishima Zaibatsu corrupter dan ooit onder leiding van Kazuya en betrokken bij tal van illegale activiteiten, zoals moord, afpersing, drugshandel en smokkel van bedreigde soorten. Een tweede King of Iron Fist Tournament is ook aangekondigd. Heihachi, die net zowel zijn gevecht met Kazuya als de daaropvolgende val heeft overleefd en heeft gemediteerd in de heuvels na zijn nederlaag, doet mee aan het toernooi. Kazuya krijgt een geheime relatie met Jun Kazama. Ze raakt zwanger van hem. In de finale verslaat Heihachi uiteindelijk Kazuya. Daarna gooit Heihachi Kazuya in de mond van een uitbarstende vulkaan, om hem te doden.
Toen Kazuya dood was werd zijn zoon Jin Kazama geboren. Hij kwam in de leer van Heihachi, maar die verraadde hem daarna.
Twintig jaar lang is Kazuya spoorloos. Kazuya keert terug in Tekken 4. Hij wordt nieuw leven ingeblazen door G Corporation, een rivaal geneticabedrijf van de Mishima Zaibatsu, een paar dagen na zijn veronderstelde dood. Heihachi stuurt de Tekken Force op de G Corporation af om Kazuya te gaan halen. Kazuya vecht de Tekken Forces af en zweert wraak. Heihachi kondigt de King of Iron Fist Tournament 4 aan. 
Kazuya schopt het tot de finale en moet het opnieuw tegen Heihachi opnemen. Kazuya verslaat Heihachi, en die leidt hem naar Hon-Maru. Jin wordt gevangen gehouden (hij was gevangengenomen door de Tekken Force op weg naar het gevecht tegen Kazuya). Kazuya, beïnvloed door de duivel, gooit Heihachi uit de kamer met zijn psychische krachten en roept de duivel in Jin om hem wakker te laten worden. Echter, een woedende Jin verslaat Kazuya in een gevecht. Daarna probeert Heihachi Jin te vermoorden, maar ook hij wordt verslagen in de strijd. Jin spaart echter hun levens na het zien van een visioen van zijn moeder, waarna hij vlucht. 
Even na het vertrek van Jin uit Hon-Maru, worden Kazuya en Heihachi aangevallen door Jack-4s gestuurd om ze te vermoorden door G Corporation (omdat ze Kazuya niet langer nodig hebben, verraden ze hem). Kazuya vlucht en laat zijn vader achter om te sterven (hoewel Heihachi het overleeft). Kazuya zweert wraak op G Corporation voor hun verraad, en doet mee aan de King of Iron Fist Tournament 5, waarin hij het voortbestaan ontdekt van zijn grootvader en de sponsor van het toernooi: Jinpachi Mishima. 
Kazuya ontdekt de divisie van G Corporation die probeerde hem te doden, en doodt hen allemaal uit wraak. Hierna wordt hij het hoofd van het bedrijf en gebruikt het als de enige krachtige tegenstander tegen de Mishima Zaibatsu, geleid door Jin, die is begonnen de wereld te veroveren en de oorlog heeft verklaard aan verschillende naties. Tegen die tijd ziet de wereldbevolking G Corporation als hun enige redder. Kazuya's ware doel is het doden van Jin en het zelf overnemen van de hele wereld. Kazuya maakt gebruik van de invloed van de onderneming in zijn voordeel: om Jin te stoppen zich te bemoeien met zijn plannen voor wereldheerschappij, plaatst Kazuya een premie op het hoofd van Jin voor wie het zou lukken om hem dood of levend te vangen. Kazuya besluit om deel te nemen aan de King of Iron Fist Tournament 6 (aangekondigd door Jin) om voor altijd af te rekenen met zijn zoon. 

## Live-action film
Kazuya verschijnt in de film van Tekken uit 2010, gespeeld door Ian Anthony Dale.